# Susanne Schüle
Susanne Schüle (geboren 1967) ist eine deutsche bildgestaltende Kamerafrau und Grimme-Preisträgerin. Sie lehrt als Professorin an der Filmuniversität Konrad Wolf Babelsberg.

## Leben und Werk
Susanne Schüle absolvierte nach dem Abitur eine Fotografenlehre, studierte an der Filmhochschule Konrad Wolf in Potsdam-Babelsberg im Studiengang Kamera und schloss 2000 mit Auszeichnung ab. Seit 1995 dreht sie als freie Kamerafrau preisgekrönte Dokumentarfilme fürs Kino und Fernsehen.
Ihre Kameraarbeit wurde mehrfach ausgezeichnet. 2000 erhielt sie den Förderpreis in der Kategorie Film- und Medienkunst des Kunstpreis Berlin von der Akademie der Künste Berlin. 2001 wurde ihr der Preis der DEFA-Stiftung zur Förderung des künstlerischen Nachwuchses verliehen.
Für Absolut Warhola erhielt sie 2003 den Adolf-Grimme-Preis und den Kamerapreis auf dem Internationalen Dokumentarfilmfestival in Leipzig „für Bilder, die so verwunschen wie realitätshaltig sind, so grotesk wie liebevoll und doch auch erbarmungslos“. 2015 erhielt sie den Preis für die Beste Kamera beim Docuart Festival Bukarest (Rumänien). Mit dem Dokumentarfilm Im freien Fall legte sie in Zusammenarbeit mit Elena Levina 2017 ihr Regiedebüt vor.
Sie lehrt seit 2009 als Professorin Kamera für nonfiktionale Genre an der Filmuniversität Konrad Wolf Babelsberg.
Susanne Schüle ist Mitglied der Deutschen Filmakademie und der Cinematographinnen, einem Netzwerk von Kamerafrauen im deutschsprachigen Raum. 2003 und 2012 war sie Jurymitglied beim Internationalen Dokumentarfilmfestival in Leipzig, 2022 bei der 72. Berlinale für den Dokumentarfilmpreis.
Sie lebt in Berlin, in einer Partnerschaft mit dem Schweizer Regisseur Aldo Gugolz.

## Filmographie Kamera (Auswahl)
- 1996: Negativ Nächte – Regie/Kamera/Schnitt: Susanne Schüle, Istvan Imreh, Robert Laatz
- 1997: Polnische Passion – Regie: Stanisław Mucha
- 1999: Ein Wunder  – Regie: Stanisław Mucha
- 2000: Mit Bubi heim ins Reich – Regie: Stanisław Mucha
- 2000: Dreckfresser – Regie: Branwen Okpako[10]
- 2000: Der Boxprinz – Regie: Gerd Kroske
- 2001: Absolut Warhola – Regie: Stanisław Mucha
- 2004: Die Mitte – Regie: Stanisław Mucha
- 2007: Die Akkordeonspielerin – Regie: Biljana Garvanlieva[11]
- 2007: Sportsfreund Lötzsch – Regie: Sandra Prechtel und Sascha Hilpert
- 2008: Der Pfad des Kriegers – Regie: Andreas Pichler
- 2008: Am Pier von Apolonovka – Regie: Andrei Schwartz[12]
- 2009: Tabakmädchen – Regie: Biljana Garvanlieva[13]
- 2011: Heino Jäger – look before you kuck – Regie: Gerd Kroske
- 2011: Roland Klick – The heart is a hungry hunter – Regie: Sandra Prechtel
- 2011: Meine Freiheit, Deine Freiheit – Regie: Diana Näcke
- 2013: Halbmondwahrheiten – Regie: Bettina Blümner
- 2014: Himmelverbot – Regie: Andrei Schwartz
- 2017: Inschallah – Regie: Judith Keil und Antje Kruska
- 2017: Rue de Blamage – Regie: Aldo Gugolz[14][15]
- 2017: Im freien Fall – Regie: Susanne Schüle und Elena Levina[16]
- 2018: Der SPK Komplex – Regie: Gerd Kroske
- 2020: Kühe auf dem Dach – Regie: Aldo Gugolz
- 2020: Fatima, ein kurzes Leben – Regie: Andrei Schwartz und Hakim El-Hachoumi
- 2022: Liebe Angst – Regie: Sandra Prechtel[17]
- 2022: Europa Passage – Regie: Andrei Schwartz
- 2025: Wie die Liebe geht

## Auszeichnungen
1997
- Nachwuchspreis des Intern. Dokumentarfilmfestival „visions du réel“ in Nyon für Negativ Nächte[18]
- Hauptpreis Filmfestival Münster für Negativ Nächte[19]

2000
- Förderpreis Kategorie Film - und Medienkunst des Kunstpreis Berlin, verliehen von der Akademie der Künste Berlin
- Nachwuchspreis „First Steps 2000“ Berlin für Dreckfresser[20]
- Nachwuchspreis Dokumentarfilmfestival Duisburg für Dreckfresser[21]

2001
- Bayrischer Dokumentarfilmpreis für Dreckfresser
- Preis der DEFA-Stiftung zur Förderung des künstlerischen Nachwuchses
- Preis für beste Kameraführung, Publikumspreis und Don-Quijote-Preis der Fédération Internationale des Ciné-Clubs bei dem 44. Internationalen Leipziger Dokumentarfilmfestival für Absolut Warhola[22]

- Publikumspreis des Dokumentarfilmfestival Duisburg für Absolut Warhola[23]
- Publikumspreis des 50. Internationalen Filmfestivals Mannheim für Absolut Warhola[24]

2002
- Preis der Deutschen Filmkritik für den besten Dokumentarfilm des Jahres 2002 für Absolut Warhola[25]
- bester Dokumentarfilm beim Festival in Bratislava für Absolut Warhola

2003
- Adolf-Grimme-Preis für Kamera für Absolut Warhola[26]

2004
- Hessischer Filmpreis für Die Mitte[27]

2007
- „special mention award“ beim internationalen Zagreb Dox Festival für Die Akkordeonspielerin
- „Axel-Springer-Preis“ für junge Journalisten Die Akkordeonspielerin[28]
- Deutscher Kurzfilmpreis Goldene Lola in der Kategorie Dokumentarfilm Die Akkordeonspielerin[29]
- Gold Panda Award beim Internationalen TV Festival in Sichuan, China Die Akkordeonspielerin

2009
- Prix Special du Jury in Annecy Der Pfad des Kriegers

2010
- Juliane Bartel Medien Preis für Tabakmädchen[30]

2012
- Goldene Taube im dt. Wettbewerb beim Internationalen Dokumentarfilmfestival Leipzig für Heino Jäger – look before you kuck[22]
- Bremer Dokumentarfilmförderpreis für Ein Geschenk des Himmels[31]

2015
- Kamerapreis beim Docuart Festival Bukarest, Rumänien für Himmelverbot
- DEKALOG-Filmpreis der Guardini-Stiftung für Himmelverbot[32]
- Award for the Best Documentary in the Romanian Competition, ASTRA International Film Festival, Sibiu in  Rumänien für Himmelverbot

2017
- Publikumspreis des Dokumentarfilmfestival Duisburg für Inschallah[33]

2020
- Bester innovativer Langfilm beim Internationalen Filmfestival Nyon für Kühe auf dem Dach

2021
- Innerschweizer Filmpreis für Kühe auf dem Dach
- Bester Film beim Trento-Filmfestival für Kühe auf dem Dach
- Diable d’Or beim Filmfestival Diablerets für Kühe auf dem Dach
- Special Award der Art Hub Foundation beim Apricot Tree Festival Eriwan (Armenien) für Kühe auf dem Dach
- Luis-Trenker-Award beim Festival Dolomitale Südtirol für Kühe auf dem Dach
- Jurypreis beim Filmfestival de Montagne d'Autrans für Kühe auf dem Dach

2022
- Bester Film beim Sebastopol Dokumentarfilmfestival (Kalifornien) für Kühe auf dem Dach

2023
- Deutscher Kamerapreis in der Kategorie Kinodokumentarfilm Europa Passage